# Ulrich E. Schröder
Ulrich Ernst Harald Schröder (* 21. November 1929 in Danzig) ist ein deutscher theoretischer Physiker.

## Leben
Ulrich E. Schröder studierte Mathematik und Physik in Rostock, Berlin, Frankfurt am Main (Diplomarbeit bei Friedrich Hund) und Göttingen. Diverse Forschungsaufenthalte führten ihn an die Universität Karlsruhe, an das International Centre for Theoretical Physics, Triest, an die Universität Wien und an das Deutsche Elektronen-Synchrotron (DESY) in Hamburg. Nach seiner Habilitation 1974 war er als Privatdozent und Akademischer Direktor am Institut für Theoretische Physik an der Johann Wolfgang Goethe-Universität Frankfurt am Main bis zum Eintritt in den Ruhestand tätig. Zu seinen Forschungsschwerpunkten, zu denen Publikationen in Fachzeitschriften und Bücher vorliegen, zählen Symmetrien, Elementarteilchenphysik und Feldtheorie. Er ist Mitglied der Deutschen Physikalischen Gesellschaft.

## Bücher
- Ulrich E. Schröder: Spezielle Relativitätstheorie (= Edition Harri Deutsch). 6.  Auflage. Verlag Europa-Lehrmittel Noruney, Vollmer GmbH & Co. KG, Haan-Gruiten 2021, ISBN 978-3-8085-5653-5.
  - engl. Übersetzung: Special relativity. World Scientific Publishing, Singapore 1990, ISBN 981-02-0068-4.
- Ulrich E. Schröder: Gravitation: Einführung in die Allgemeine Relativitätstheorie. 5., überarb. und erw.  Auflage. Harri Deutsch, Frankfurt, M 2011, ISBN 978-3-8171-1874-8.
- Klaus Bethge, Ulrich E. Schröder: Elementarteilchen und ihre Wechselwirkungen: Eine Übersicht. 3., überarb. u. erw.  Auflage. Wiley-VCH, Weinheim 2012, ISBN 978-3-527-66215-9.

## Artikel
- Biographische Artikel über Wesen und Wirken von Friedrich Hund und Erwin Madelung in: 100 Jahre Physik an der Johann Wolfgang Goethe-Universität in Frankfurt am Main 1914 – 2014 (Herausgeber Klaus Bethge und C. Freudenberger), Frankfurt Academic Press 2014
- Friedrich Hund zum 100. Geburtstag – Grüße und Glückwünsche aus aller Welt,[1] VCH Weinheim, 1996, Physikalische Blätter 52,[2] Heft 2, S. 144–115